# Burg Cloppenburg
Die Burg Cloppenburg ist eine abgegangene, mittelalterliche Burg der Grafschaft Tecklenburg im Stadtzentrum von Cloppenburg (Burgstr. 9) im Landkreis Cloppenburg in Niedersachsen unmittelbar südlich der Soeste.

## Geschichte
Die Cloppenburg sollte den Grafen von Tecklenburg zur Sicherung ihres nördlichen Herrschaftsbereichs dienen. Zunächst entstand in der 1. Hälfte des 13. Jahrhunderts in unmittelbarer Nähe der Siedlung Krapendorf in der Soesteniederung auf einem Hof in Hemesburen (Hemmelsbühren) ein durch einen Wassergraben geschütztes Festes Haus. Vor 1297 wurde dieses durch eine Wasserburg ersetzt, die erstmals anlässlich eines Grundstückstausch am 5. Januar 1297 erwähnt wurde.
Um 1297 ließ Graf Otto III. von Tecklenburg zur Sicherung der Landeshoheit die Befestigungsanlage Cloppenburg in unmittelbarer Nähe der Siedlung Krapendorf an einer Soesteniederung auf einem Hof in Hemesburen (Hemmelsbühren) erbauen. Die Nennung eines Vogtes im Jahr 1297 demonstriert ihre Rolle als Verwaltungsmittelpunkt. Nachdem am 18. Juni 1393 die Bischöfe von Münster und Osnabrück sowie die Städte Münster und Osnabrück ein Bündnis geschlossen hatten, wurde die „Cloppenburg“ und andere Burgen des Tecklenburger Nordlands noch im selben Jahr erobert. Sie kam am 28. Dezember 1396 an den Bischof von Münster Otto IV. von Hoya, nachdem der Bischof Dietrich von Osnabrück seinen Anteil an Cloppenburg abgetreten hatte. Das Gebiet wurde nach dem Verzicht des Grafen Nikolaus II. von Tecklenburg dem Niederstift Münster einverleibt. Zu dessen Sicherung wurde die Cloppenburg durch Otto IV. zwischen 1400 und 1411 zu einer Kastellburg erweitert. Da nach bisherigem Kenntnisstand nur ein Eckturm errichtet wurde, blieb der Bau gegenüber anderen münsterschen Kastellburgen wie Burg Bevergern offenbar unvollendet. Die Burg wurde Sitz eines Drosten und bildete den Verwaltungsmittelpunkt des Amtes Cloppenburg. Mitte des 15. Jhs. wurden der Burgwall und der äußere Ringgraben angelegt, der von der Soeste gespeist wurde. 1547 fand ein Ausbau der Befestigung durch die Errichtung von zwei Zwingern und einer um den Burggraben verlaufenden Steinmauer statt. 1569 wurde der äußere Burgwall abgetragen.

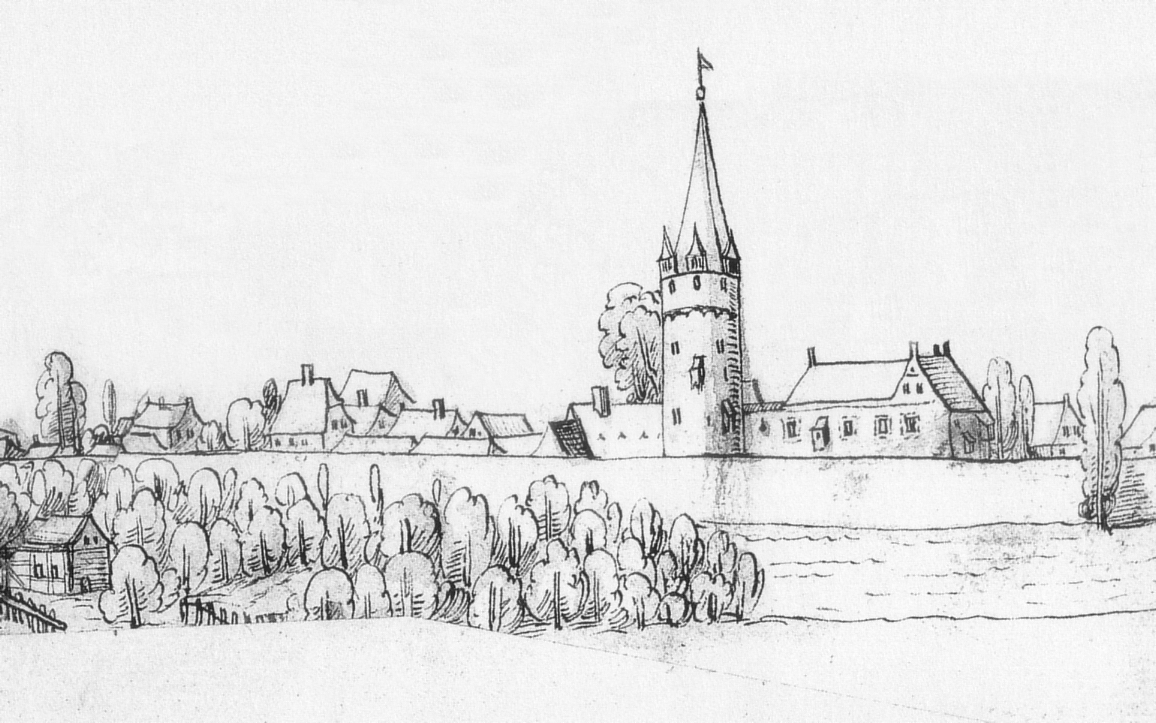
Die Burg und der Ort Cloppenburg hinter der Stadtmauer, 1632

Am 24. August 1716 wurden die Burggebäude bei dem Großen Brand in Cloppenburg zerstört. 1805 wurde der verbliebene Burgturm gesprengt und ein Amtshaus zum Teil auf den Fundamenten der alten Burggebäude errichtet. 1909 wurde das Amtsgericht auf dem ehemaligen Burggelände gebaut. Der Burgplatz wurde 1959 in Teilbereichen archäologisch untersucht, 1987 folgte die Vorburg. Am 20. Juni 1960 fand auf dem früheren Burggelände die Einweihung des Kreisamtes statt. 1984 wurden im Stadtpark die Fundamente des runden Burgturms wiederhergestellt.

## Beschreibung
Die mittelalterliche Burg wies eine Größe von max. 200 × 180 m auf und war durch einen doppelten Wassergraben mit mächtigem Innenwall geschützt. Oberflächlich sind heute nur noch das freigelegte und restaurierte Fundament eines großen Rundturmes zu sehen, der ehemals das Südwesteck der Kastellburg bildete. Der Durchmesser des Turmes beträgt 9,70 m bei einer Mauerstärke von 2,50 m. Die Fundamentierung erfolgte durch einen Pfahlrost, auf dem ein Sandsteinsockel aufsaß, bevor das aufgehende Mauerwerk aus Ziegel erstellt wurde. Östlich schloss sich an den Turm der aus Findlingssteinen errichtete Palas an. Sein östlicher Flügel zeichnet sich heute im auf seinen Grundmauern stehenden Landgerichtsgebäude ab. Der Zugang zur Burg erfolgte auf der Westseite über eine Zugbrücke und vermutlich einem Torzwinger. Ein bei den Ausgrabungen aufgefundener Pfahlrost Im Südwesteck wurde bei den Ausgrabungen ein Pfahlrost einer älteren Bebauungsstruktur aufgefunden. Im Südwesten schloss sich die 50 × 60 m große Vorburg an. Sie war durch eine 1 m starke Findlingsmauer befestigt, auf ihr stand offenbar nur ein Gebäude.